# Ґовда (городище)

Мапа розташування основних городищ Збручанського культового центру.

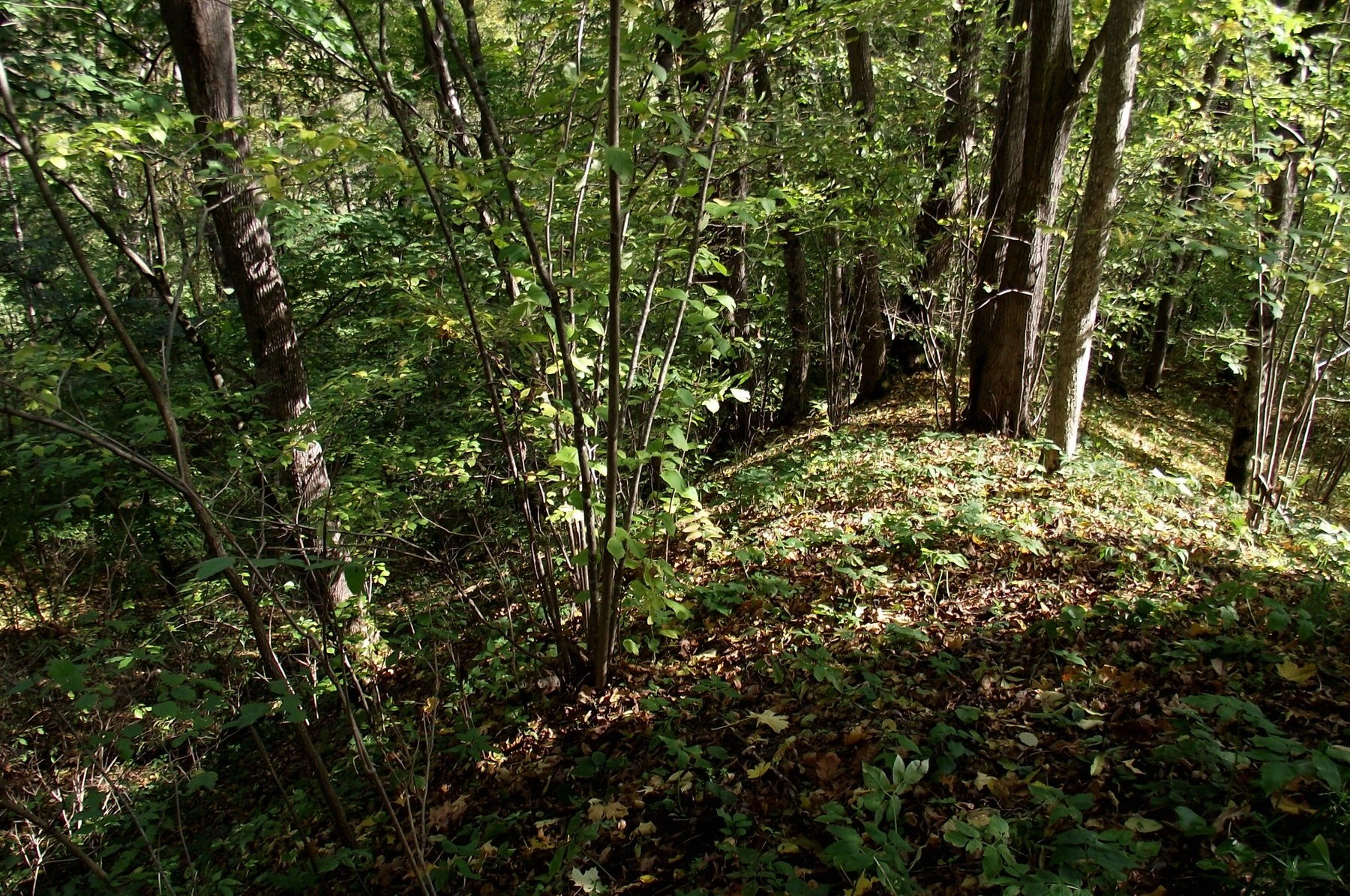
Вал городища Ґовда.

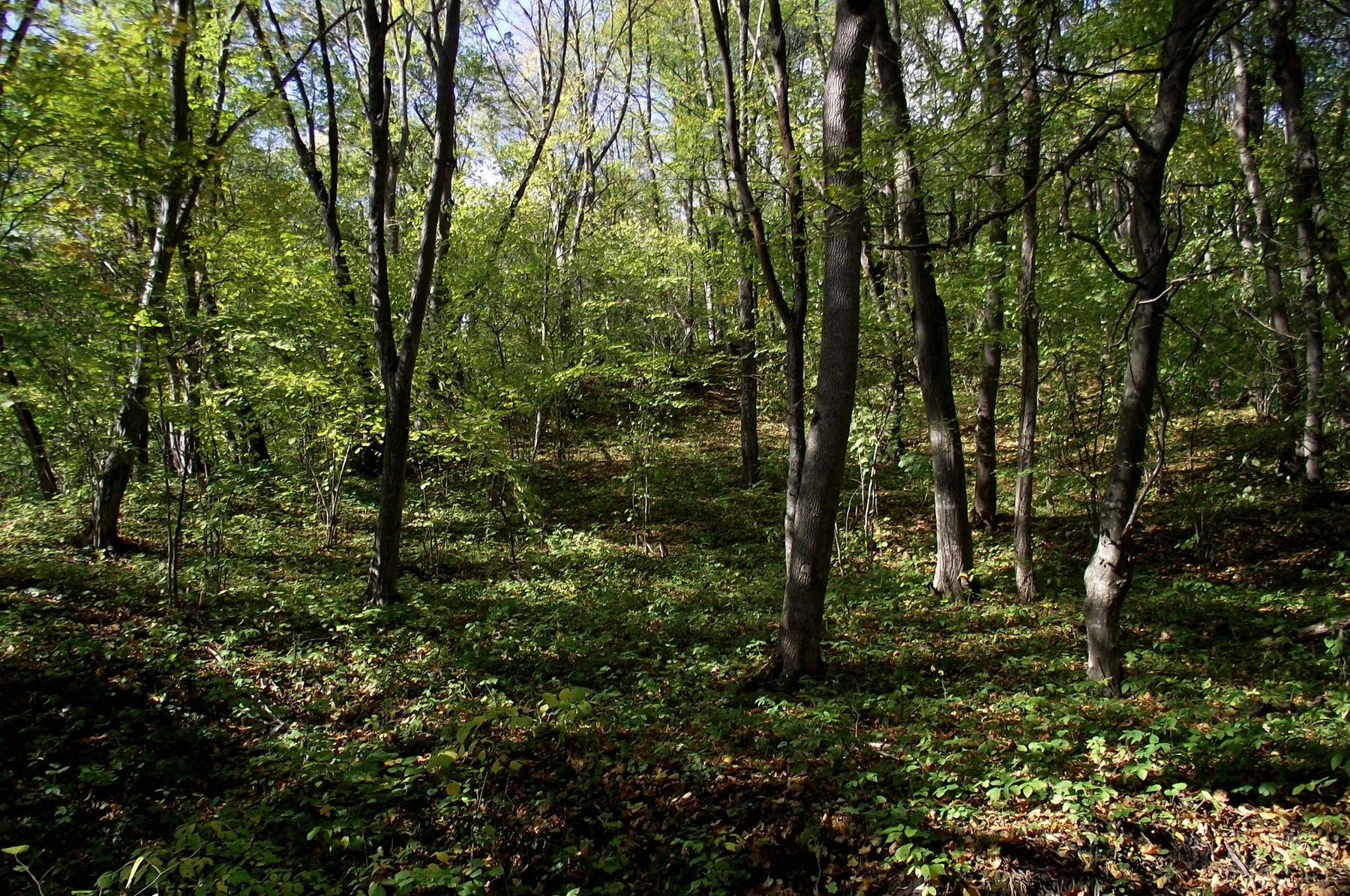
Вигляд на площадку городища від культової криниці.

Ґо́вда — давньослов'янське язичницьке городище-святилище X—XIII століть. Розташоване на південь від села Крутилів Гусятинського району Тернопільської області, на високому правому березі річки Збруч.
Городище Ґовда входило до Збручанського культового центру та розташоване на півдорозі між городищами Богит і Звенигород.
Невеликий овальний майданчик цього городища має схил до півдня, перепад висот становить бл. 20 м; він був, ймовірно, непридатний для тривалого проживання.
Кільцевий вал городища кілька разів досипали і вимощували каменем. На валі запалювали вогнища з ритуальною метою.
В XI столітті в городищі викопано криницю, яка мала культове значення. У XII столітті криницю засипали, залишивши на її місці жертовну яму. Неподалік була хлібна культова піч.
Із західного та північного боку виявленні поселення-супутники.